# Индијана пејсерси
Индијана пејсерси (енгл. Indiana Pacers) су амерички кошаркашки клуб из Индијанаполиса, Индијана. Играју у НБА лиги (Централна дивизија).

## Историјат
Индијана пејсерси су основани 1967. Када је клуб основан, у почетку се такмичио у АБА лиги, међутим 1976. године тадашња управа клуба одлучује да се прикључи другом такмичењу и тако отварају врата историје у оквиру садашње НБА лиге.
Трошкови преласка из АБА у НБА лигу коштали су клуб добрих резултата. И док је Индијана у АБА лиги стигла до три титуле, за више од три деценије такмичења у НБА ова франшиза није успела да се домогне прстена. Сурова борба за победу више у свакој сезони, трајала је све до 1987. године када је клуб ангажовао Реџија Милера који је етаблирао тим као редовни учесник плеј-офа. Иако са релативно мало успеха у НБА лиги, клуб је, под окриљем сјајног Милера, успео да одигра и НБА финале 2000. године.

### Сезона 2013/14
У сезони 2013/14 Пејсерси су у сезони почели скором 40-11. Предвиђало се да ће бити први тим од Булса из 1995/96. који ће имати више од 70 победа у регуларном делу сезоне. Међутим, после Ол-стар паузе имали су скор 16-15. Сезону су завршили на првом месту конференције испред Мајами хита. У првој рунди плеј офа су елиминисали Атланту у 7 утакмица. У другој рунди су избацили Визардсе у 6 утакмица. Тако су по први пут после 2000. стигли до конференцијског финала. У финалу конференције су поражени од Хита у 6 утакмица. То је био други пут за редом да су избачени од Хита у финалу Источне конференције.

## Повучени бројеви
| Повучени бројеви |                |          |                  |
| Број             | Играч          | Позиција | Период игр.      |
| 30               | Џорџ Макгинис  | крило    | 1971–75, 1980–82 |
| 31               | Реџи Милер     | бек      | 1987–2005        |
| 34               | Мел Данијелс   | центар   | 1968–74          |
| 35               | Роџер Браун    | крило    | 1967–74, 1975    |
| 529              | Боби Леонард 1 | —        | 1968–80          |

1 Као тренер; 529 представља број његових победа са Индијаном.

## Познати играчи
- Џермејн О’Нил
- Мета Ворлд Пис
- Предраг Стојаковић
- Рик Смитс
- Крис Малин
- Монта Елис
- Пол Џорџ
- Луис Скола
- Дени Грејнџер